# Cetoraz
Cetoraz település Csehországban, a Pelhřimovi járásban. Cetoraz Vodice, Obrataň és Pacov településekkel határos. Lakosainak száma 326 fő (2024. január 1.).

## Népesség
A település lakosságának változását az alábbi diagram mutatja:
| Lakosok száma | 547  | 541  | 600  | 443  | 335  | 278  | 294  | 286  | 304  | 326  |
|               | 1869 | 1890 | 1921 | 1950 | 1980 | 2001 | 2017 | 2019 | 2022 | 2024 |